# Meister des Eichstätter Domhochaltars

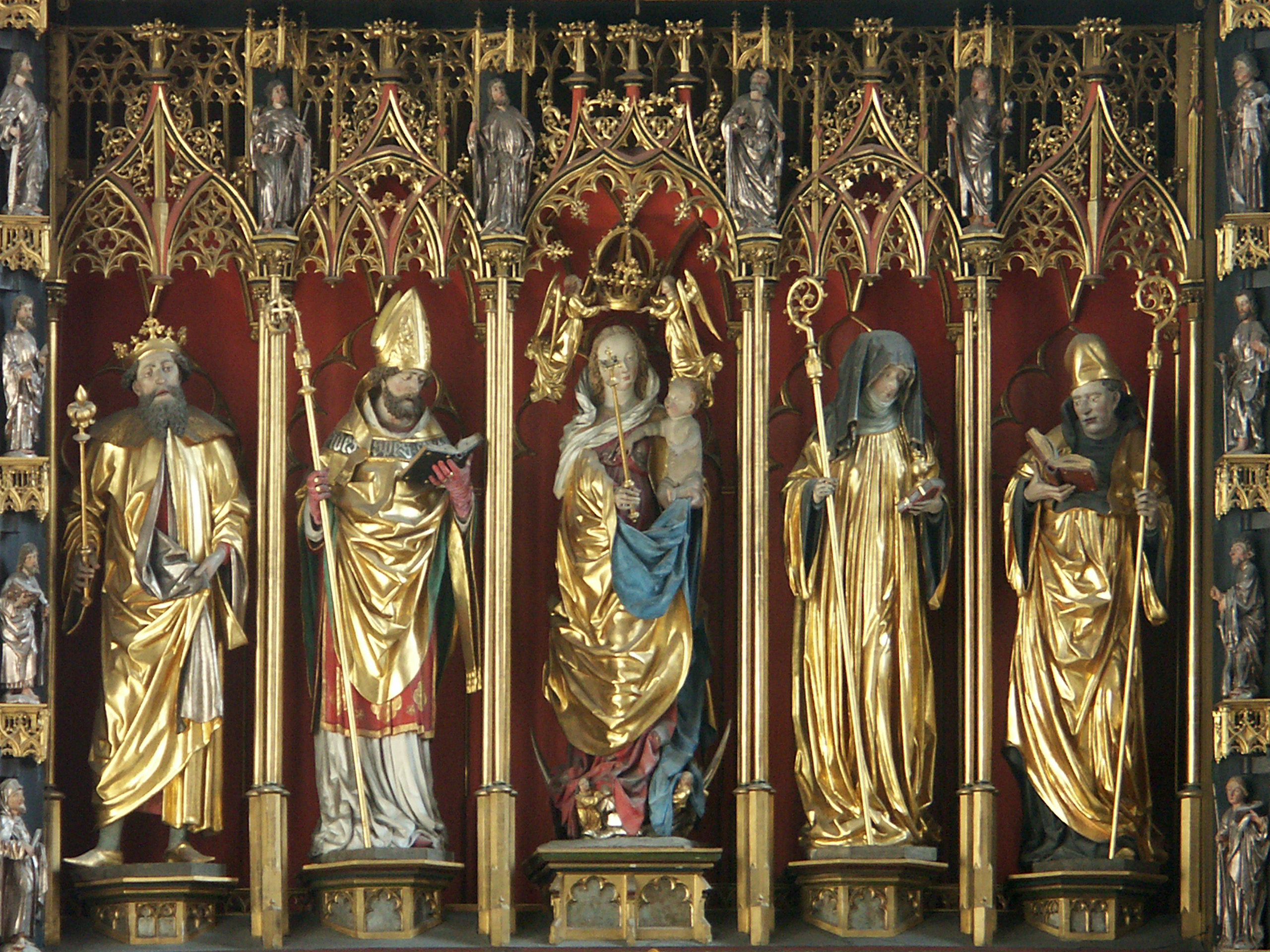
Meister des Eichstätter Domhochaltars: Schreinfiguren des Hochaltars zu Eichstätt, 15. Jahrhundert

Als Meister des Eichstätter Domhochaltars wird der Bildschnitzer bezeichnet, dessen Werkstatt die Skulpturen des spätgotischen Hochaltarretabels des Doms zu Eichstätt geschaffen hat. Die sehr realistischen überlebensgroßen Schreinfiguren, die Passionsreliefs der Retabelflügel sowie eine Kreuzigungsgruppe, die auf dem Schrein aufgestellt ist, sind bedeutende Arbeiten süddeutscher Spätgotik. Im Schrein stehen eine Madonna auf der Mondsichel, umgeben von den Patronen des Bistums Eichstätt, dem Heiligen Richard sowie den Heiligen Walburga, Willibald und Wunibald.
Mehrfach wurden die Figuren des Meisters des Eichstätter Domhochaltars neu gefasst, in ihrer heutigen Zusammenstellung wurden sie 1884 in ein neugotisches Triptychon eingefügt. Früher wurde angenommen, dass die weiteren mittelalterlichen Teile, die zu diesem Hochaltar zusammengestellt wurden, von einem anderen Bildhauer stammen. Wie Baumbauer darlegt, wird eine simple Aufteilung der einzelnen Bestandteile des Retabels auf verschiedene „Meister“ dem heutigen Verständnis von der Arbeitsteilung einer spätgotischen Werkstatt nicht gerecht. Es handelt sich vielmehr um die Gemeinschaftsleistung einer Künstlerverbundes unter Leitung des führenden Bildhauers. Dabei sind die Figuren der kleinteiligen Passionsreliefs als in der Physiognomie vereinfachte und dadurch im Ausdruck gesteigerte Pendants zu den Schreinskulpturen zu verstehen. Einzig die kleinen, in der Schreinarchitektur aufgestellten Apostelfiguren sind einer anderen Werkstatt, möglicherweise auch einem anderen Kontext zuzuordnen.
Neben den Figuren des Domhochaltars wurden dem Meister des Eichstätter Domhochaltars traditionell die Figur der Walburga aus dem Gruftaltar von St. Walburg in Eichstätt und einige wenige andere Werke zugeschrieben wie beispielsweise vier aus einer abgetragenen Kapelle stammende heute in der Marienkirche in Treuchtlingen zu findende Heiligenfiguren. Hingegen kommt Baumbauer mittels stilkritischer Argumente zu der These, dass die Skulpturen und Reliefs von einer Nürnberger Werkstatt geliefert wurden, die bisher vor allem für den Export von Kruzifixen mit Echthaaperücken bekannt war, von denen der bekannteste über dem Speisealtar der ehemaligen Zisterzienserklosterkirche Heilsbronn präsentiert wird. Zu dieser Gruppe gehört demnach u. a. auch der Johannes der Täufer in St. Johannis in Nürnberg und möglicherweise das Modell für den Gisant von der Tumba des Erzbischofs Ernst von Wettin im Magdeburger Dom.
Es wurde vorgeschlagen, dass der als „glänzend begabte Bildhauer“ bezeichnete Meister identisch ist mit Hans Bildschnitzer (oder Hanns Pildschnitzer), einem seit 1485 in Eichstätt urkundlich mehrfach nachweisbaren Künstler. Dafür fehlt aber jegliche belastbare Grundlage.
Die Figuren des Meisters des Eichstätter Domhochaltars vertreten eine ähnliche plastische Monumentalität wie die Werke des Hans Multscher oder Niclas Gerhaert van Leyden. Der Meister zeigt realistische Skulpturauffassung, wie sie damals auch durch das Werk der beiden anderen Bildhauer stilprägend war.
Das Hochaltarretabel des Eichstätter Doms wurde bisher um 1470–80 datiert. Baumbauer schlägt eine frühere Datierung um 1465/70 vor. Nicht mehr nachweisen lässt sich, ob das bedeutende Werk im Auftrag des Domkapitels oder des Bischofs Wilhelm von Reichenau gefertigt wurde.